# Nuthetes
Nuthetes é um dromaeossaurídeo dúbio, gênero de dinossauro terópode, conhecido apenas por dentes fósseis e fragmentos de mandíbula encontrados em rochas do estágio Berriasiano (Cretáceo Inferior) no Membro Cherty Freshwater da Formação Lulworth na Inglaterra. Como dromaeossaurídeo, Nuthetes teria sido um pequeno predador.

## História da descoberta

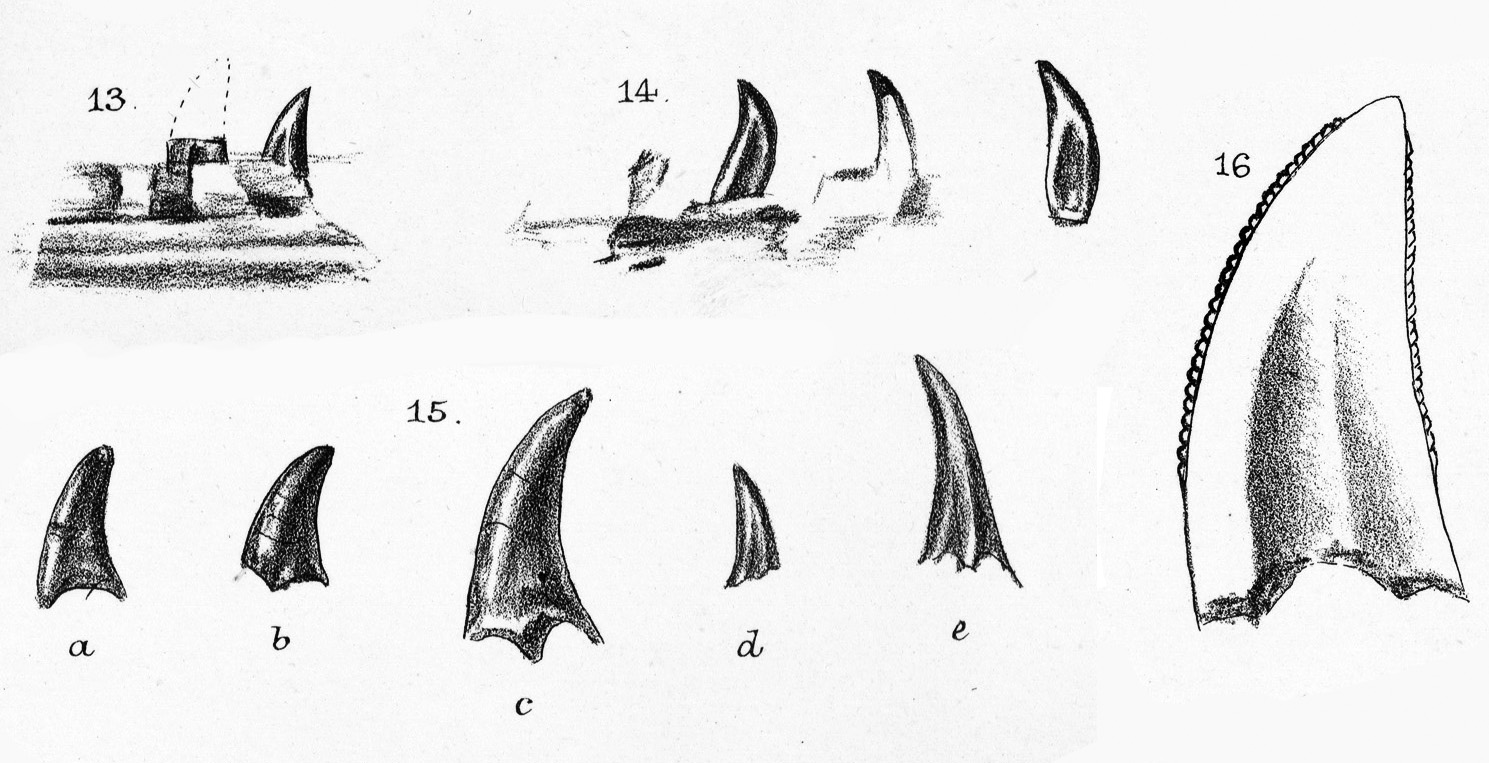
Porções da mandíbula do holótipo e close-up de um dente

O holótipo, DORCM G 913, foi coletado por Charles Willcox, um paleontólogo amador que vive em Swanage, da Feather Quarry perto de Durlston Bay em uma deposição marinha de Cherty Freshwater Membro da Formação Lulworth, datando do Berriasiano médio. Consiste em um fragmento dentário esquerdo de cerca de três polegadas de comprimento com nove dentes. O holótipo já foi considerado perdido, mas foi redescoberto nos anos setenta no Museu do Condado de Dorset. Posteriormente, vários outros dentes e o espécime BMNH 48207, outro fragmento dentário de um indivíduo um pouco menor, foram encaminhados para a espécie. Owen em 1878 também assumiu alguns escudos fossilizados, de um tipo para o qual ele cunhou o nome "granicones", pertencentes a Nuthetes mas estes foram em 2002 mostrados como osteodermos de membros ou cauda de uma tartaruga, possivelmente "Helochelydra" anglica ou "H." bakewelli. Em 2006, um dente da França encontrado na localidade de Cherves-de-Cognac, do estágio Berriasiano, espécime CHEm03.537, foi referido a um Nuthetes sp. Alguns grandes espécimes referidos a Nuthetes podem, em vez disso, pertencer a Dromaeosauroides. Dentes adicionais foram atribuídos a Nuthetes do leito ósseo de Angeac-Charente, no oeste da França.
O gênero Nuthetes contém uma espécie (a espécie-tipo), Nuthetes destructor. Este foi nomeado e descrito por Richard Owen em 1854. O nome genérico Nuthetes é derivado do grego Koine nouthetes, uma contração de νουθέτητης (nouthetetes) que significa "aquele que adverte" ou "um monitor", em referência à semelhança dos dentes de Nuthetes com os de um lagarto monitor moderno. O nome específico é latim para "destruidor", uma referência às "adaptações dos dentes para perfurar, cortar e lacerar a presa" de uma forma que ele estimou ser igual em tamanho ao atual monitor de Bengala.

## Classificação

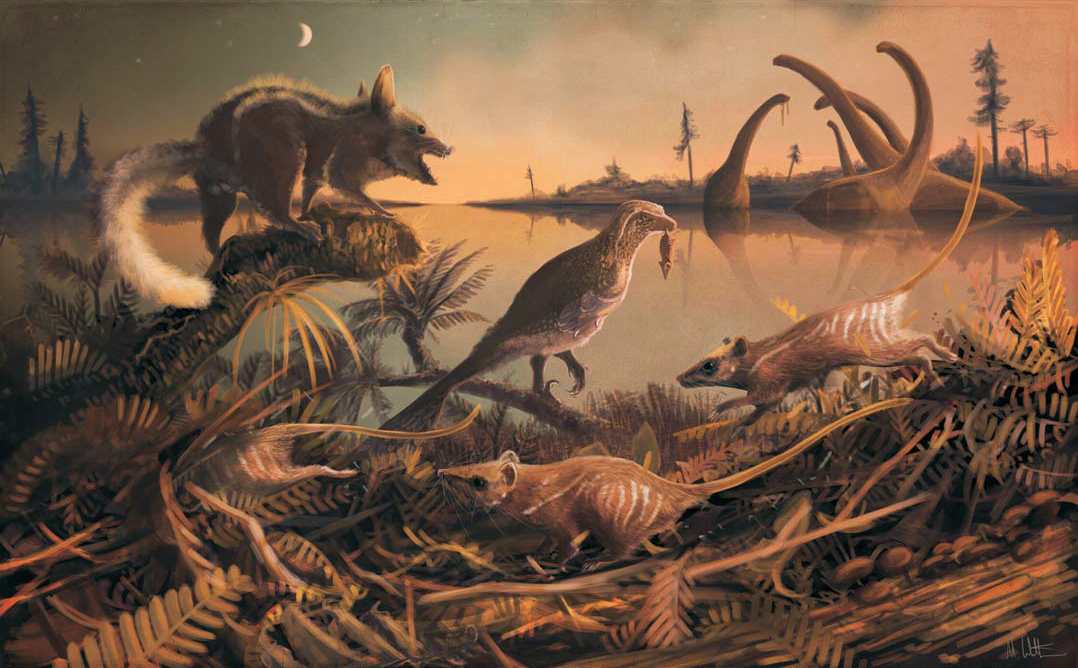
Restauração de Nuthetes (centro) retratado como um dromaeossauro capturando um Durlstotherium

Nuthetes foi originalmente classificado por Owen como um lagarto e um varanídeo; mais tarde ele mudou de ideia concluindo que era um crocodilo. Somente em 1888 Richard Lydekker entendeu que era um dinossauro. Em 1934, William Elgin Swinton pensou que era um membro juvenil dos Megalosauridae. Em 1970, Rodney Steel até renomeou a espécie Megalosaurus destructor. Em 2002, no entanto, um reexame dos fósseis pela paleontóloga Angela Milner mostrou que eles provavelmente pertenciam a um dromaeossaurídeo subadulto. Steve Sweetman examinou cinco bons espécimes de dentes fósseis e confirmou que eles pertencem ao Nuthetes destructor, e concluiu que esta espécie é um dromaeossaurídeo velociraptorino. Se esta colocação estiver correta, teria sido um dos mais antigos dromaeossaurídeos conhecidos, o primeiro a ser descrito e o primeiro conhecido da Grã-Bretanha. No entanto, Rauhut, Milner e Moore-Fay (2010) apontaram a grande semelhança dos dentes do tiranossauroide basal Proceratosaurus com os dentes dos dromaeossaurídeos velociraptorinos. Os autores recomendaram cautela ao se referir a dentes isolados do Jurássico Superior ou Cretáceo Inferior aos Dromaeosauridae (citando explicitamente o estudo de Milner de 2002 e o estudo de Sweetman de 2004 como exemplos de estudos que identificaram dentes de terópodes isolados como pertencentes a dromaeossaurídeos), pois esses dentes podem pertencer a em vez disso, tiranossauroides proceratossaurídeos.